# Ethnologue
The Ethnologue: Languages of the World är en översikt och databas över världens olika språk. Den listar hur många av världens språk som utges i bokform och på Internet och produceras av SIL International (tidigare känt som "Summer Institute of Linguistics"). SIL är en kristen organisation som studerar språk för att kunna utbilda missionärer till språkens talare.
Ethnologue innehåller statistik för med antal talande, geografisk placering, dialekter, lingvistisk placering, tillgång till Bibeln med mera. 7 413 språk listades i den tryckta utgåvan från år 2009, medan antalet språk i databasen i början av 2024 var 7 164.
Ethnologue tilldelar alla uppräknade språk en trebokstavsförkortning.
Ethnologues neutralitet som vetenskapligt verk är omstridd, särskilt vad gäller språk med anknytning till Bibeln och abrahamitisk religion. Ibland prisas dock Ethnologue för sin neutralitet, eftersom den ger många alternativa namn för språk. 